# Prueba de embarazo

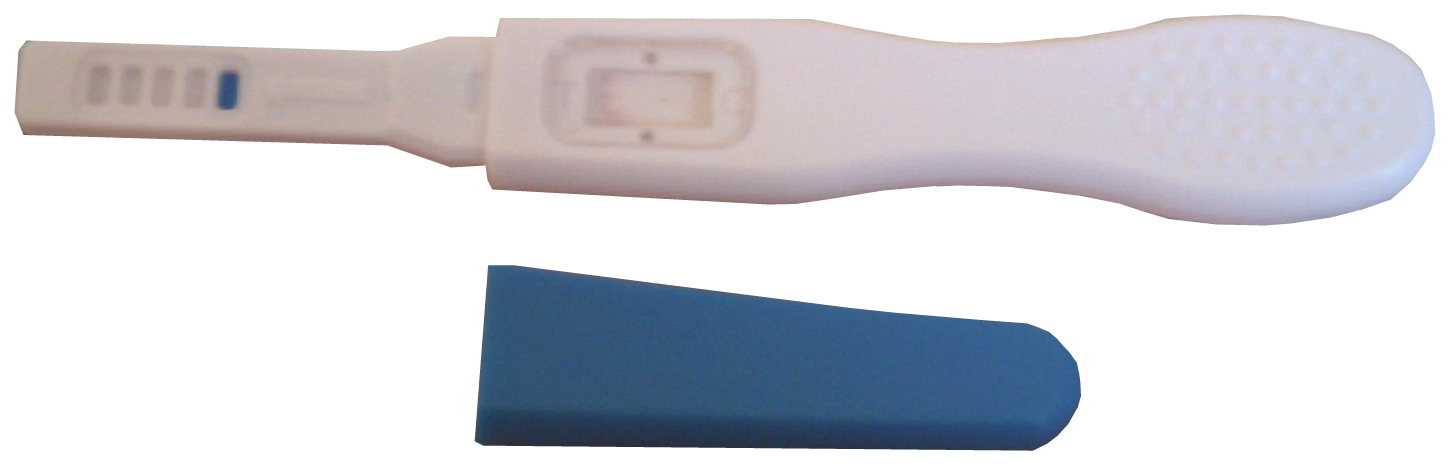
Prueba de embarazo, por medio de la orina, con resultado negativo.

Una prueba de embarazo es toda aquella técnica usada para la búsqueda de los signos hipotéticos que permiten confirmar un embarazo. Consiste en detectar la presencia de la hormona gonadotropina coriónica humana (hCG) en el plasma materno o en la orina, y es el procedimiento que aporta quizá el mayor nivel de probabilidad de diagnóstico confiable. Esta hormona hipofisiaria, junto con la TSH, LH y FSH, cuenta con una estructura de dos subunidades: alfa y beta. La subunidad beta (β) es variable en todas ellas. La alta fiabilidad de la prueba de embarazo, se debe a la detección de la subunidad beta (β) de la hCG, totalmente única para esta hormona y no común al resto. 
Cuando es realizada la prueba de embarazo y una de las rayas es casi invisible esto significa negativo ya que para que se pueda comprobar que es positivo las 2 rayas deberían de estar completamente marcadas y coloridas
Otras técnicas, como el ultrasonido obstétrico, también confirman el embarazo, pero el término prueba de embarazo suele implicar pruebas bioquímicas, aplicadas a partir de los 4 días de la concepción, aproximadamente.

## Historia

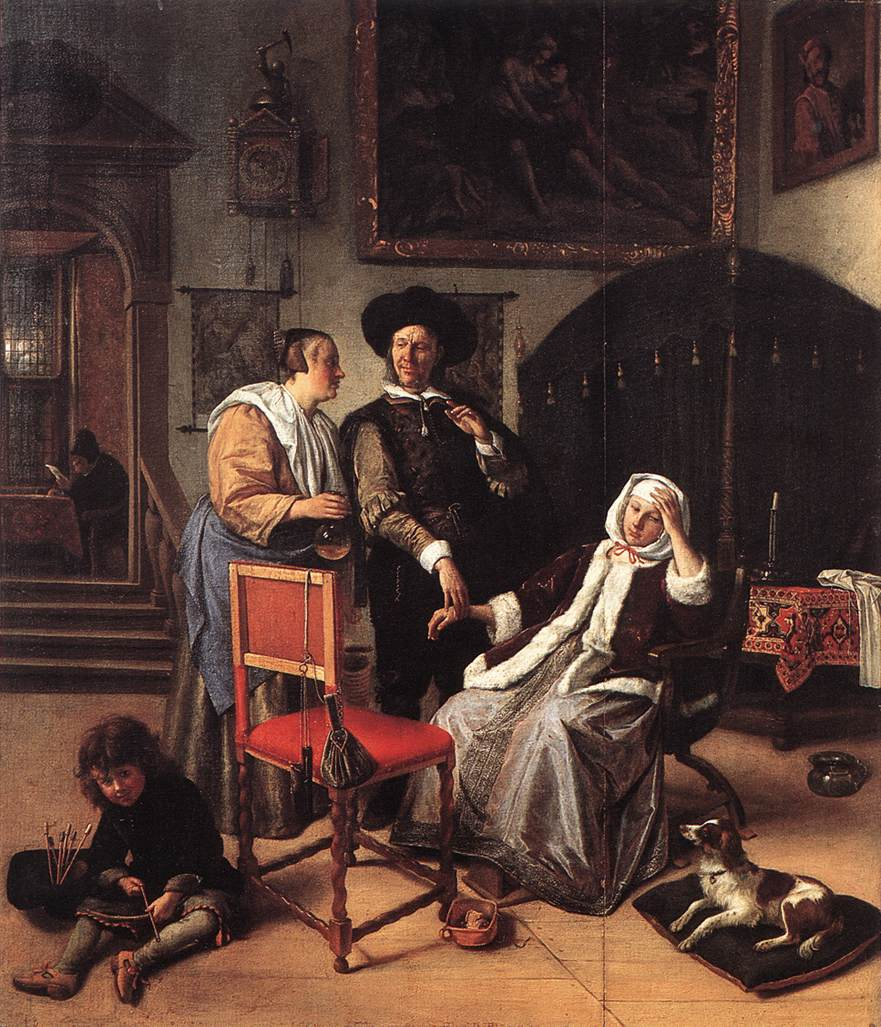
La visita del doctor, óleo de Jan Steen: Un médico analiza una cinta de color humedecida con la orina de la paciente y quemada en busca de colores que indiquen positividad.

La prueba de embarazo más antigua registrada se halla narrada en un papiro del Antiguo Egipto que se encuentra en el Museo Egipcio de Berlín. En ella se cuenta que, para detectar el embarazo, se hacía orinar a la mujer durante varios días sobre semillas de trigo y cebada. Si después de un tiempo germinaba la cebada, el hijo sería varón; si germinaba el trigo, sería mujer; si no germinaba ninguna semilla, la mujer no estaba embarazada.
Según el Instituto Nacional de Salud de Estados Unidos, en textos europeos del siglo XVI se documenta que es posible dictaminar si una mujer está embarazada sólo con observar su orina. La cual debe ser «color limón pálido casi blanco con una nube en la superficie». Otra prueba de embarazo contemporánea consistía en mezclar la orina con vino y observar si se producía alguna reacción. Según dicho instituto, el alcohol reacciona con ciertas proteínas presentes en la orina de mujeres embarazadas, por lo que es posible que dicha prueba diera resultados acertados.
En 1928 los ginecólogos alemanes Selmar Aschheim y Bernhard Zondek desarrollaron la primera prueba de embarazo confiable. Se inyectaban pequeñas cantidades de orina en ratas hembras impúberes, dos veces por día durante tres días sucesivos. Al cabo de unas 100 horas se sacrificaba a las ratas y se inspeccionaban sus ovarios. Si estos se hallaban engrosados, había un 80 % de probabilidad de que la mujer estuviera embarazada.
En 1930 Collip y colaboradores descubrieron que la orina de las mujeres embarazadas contiene —luego se descubrió que se trata en realidad de subunidades de esta— la hormona gonadotropina coriónica humana, también mencionada como gonadotrofina coriónica humana.
En 1942, el citólogo argentino Eduardo de Robertis —que en ese momento era Jefe de Trabajos Prácticos dedicación exclusiva de la cátedra de histología de la Escuela de Medicina de la Universidad de Buenos Aires y Jefe de la Sección de Citología e Histofisiologia del Instituto de Anatomía General y Embriología— determinó que la HCG actúa sobre las células de Sertoli y provoca la expulsión de espermatozoides en los sapos.  Su condiscípulo Carlos Galli Mainini, mientras trabajaba en el Hospital Rivadavia de Buenos Aires entre 1942 y 1947, dedujo que, si la mujer embarazada eliminaba HCG en la orina, su inyección en sapos causaría la maduración y expulsión de sus espermatozoides. Inyectó orina de mujeres embarazadas en el saco linfático dorsal de sapos macho Bufo Arenarum; al cabo de 2 o 3 horas observó, al microscopio, la presencia de espermatozoides en su orina. El método, luego denominado reacción de Galli Mainini o prueba de la rana, demostró ser un modo eficaz y económico de diagnóstico precoz del embarazo, y por ello se usó masivamente en Argentina y América Latina durante muchos años. Este método ha sido replicado en distintos grupos de investigación de España, Italia, Francia, Estados Unidos, Cuba, México, con diferentes especies de ranas.

## Métodos biológicos de detección precoz del embarazo
Los métodos precoces son los que permiten detectar el embarazo en sus primeros días y antes de su principal síntoma, la suspensión de la menstruación o amenorrea. A lo largo del tiempo se usaron diversos métodos que hoy sabemos estaban basados en que, cuando una mujer queda embarazada, aparecen en su orina hormonas antes inexistentes. Los primeros métodos usaron los efectos visibles que estas hormonas tienen sobre plantas y animales, llamados por esta razón métodos biológicos de detección de embarazos. A partir de la década de 1960, se desarrollaron métodos de detección directa, basados en que las reacciones inmunitarias que producen estas hormonas pueden hacerse visibles usando antígenos específicos a ellas. 
Existen signos positivos, probables e hipotéticos de embarazo, pero solo los positivos confirman con certeza la existencia de un embarazo. La determinación de HCG es un método hipotético, ya que puede ser positiva aun en ausencia de embarazo. Sin embargo, de todos los métodos disponibles en la actualidad es el que permite la detección más temprana y es la base de los rápidos tests inmunitarios actuales.

## Pruebas modernas
La primera prueba «moderna» para el embarazo detecta la inhibición del factor de preñez temprana (EPF, en inglés). El EPF se puede detectar en la sangre en las 48 horas siguientes a la fertilización.  Sin embargo, las pruebas del EPF son caras y toman mucho tiempo.
La mayor parte de las pruebas químicas buscan la presencia de la subunidad beta de la gonadotropina coriónica humana (hCG) en la sangre o en la orina. El hCG se puede detectar en la orina o la sangre después de la implantación del producto en la matriz, que ocurre de seis a doce días después de la fecundación. Los métodos cuantitativos (suero beta) pueden detectar niveles de hCG tan pequeños como 1 mIU/mL, mientras que las pruebas de orina requieren de 20 a 100 mIU/mL, según la marca.[cita requerida] Las pruebas cualitativas de sangre generalmente tienen un umbral de 25 mIU/mL, así que tienen menor sensibilidad que algunas pruebas de orina caseras.
Con ultrasonido obstétrico, el saco gestacional puede algunas veces visualizarse desde las cuatro y media semanas de gestación (aproximadamente dos semanas y media después de la ovulación) y el «saco vitelino» unas cinco semanas después de la gestación. El embrión puede observarse y medirse a las cinco semanas y media. El latido del corazón puede detectarse a las siete semanas de gestación, y en ocasiones se ha observado desde las seis semanas.

## Influencia del tiempo en las pruebas de embarazo
Pueden darse lecturas negativas falsas (es decir, que indican que no hay embarazo cuando realmente sí lo hay) cuando la prueba se aplica muy temprano. Las pruebas cuantitativas de sangre y las más sensibles pruebas de orina habitualmente detectan el hCG poco después de la implantación, que puede ocurrir entre 6 y 12 días después de la ovulación. Exámenes de orina menos sensibles y pruebas cualitativas de sangre pueden no detectar el embarazo hasta tres o cuatro días después de la implantación. La menstruación ocurre en promedio 14 días después de la ovulación, así que la probabilidad de un resultado negativo falso es muy baja una vez que el periodo menstrual se ha atrasado.
Sin embargo, la ovulación puede no ocurrir con regularidad (es decir, en un momento predecible) en el ciclo menstrual. Hay varios factores que pueden ocasionar una ovulación temprana o tardía, incluso en mujeres con antecedentes de ciclos menstruales regulares. El uso de equipos predictores de ovulación (OPK, por sus siglas en inglés) o el registro de los signos de fertilidad de la mucosidad cervical o de la temperatura basal del cuerpo pueden dar una idea más precisa de cuándo se debe hacer la prueba que la simple cuenta de los días.
La precisión de una prueba de embarazo tiene que ver más con el día de la ovulación que con el día en que ocurre la relación sexual. Es habitual que el espermatozoide viva hasta cinco días después del coito en las trompas de falopio, esperando a que ocurra la ovulación. La implantación puede llegar a tardar hasta doce días, y pueden transcurrir otros tres o cuatro para que los niveles de hCG puedan detectarse - lo que significa que se pueden obtener resultados negativos falsos hasta tres semanas después del coito que causó el embarazo.

## Falsos positivos

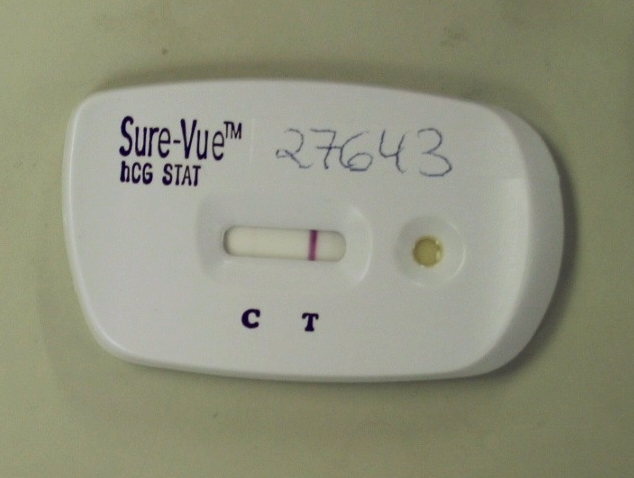
Resultado falso positivo, por no tener la línea del control visible asociado a una línea positiva del paciente.

Pueden aparecer líneas de evaporación en muchas pruebas de embarazo caseras si se leen después del periodo sugerido (tiempo de reacción) de 3-5 minutos, independientemente de que exista un embarazo real. Por tanto, es imperativo que una prueba de embarazo se interprete dentro del tiempo de reacción especificado por la compañía que lo produce.
Una mujer a quien se ha aplicado una inyección de hCG como parte de un tratamiento de infertilidad dará resultados positivos, sin importar su estado de embarazo real. Algunos medicamentos para la infertilidad, como el clomid, no contienen hormona hCG.
Cuando la prueba la realizan, siguiendo las instrucciones del paquete, mujeres que no han recibido una inyección de hCG, los resultados positivos falsos son muy raros en las pruebas de embarazo.
Algunas enfermedades pueden generar un resultado positivo falso: coriocarcinomas, deficiencia de inmunoglobulina A, anticuerpos heterófilos, enterocistoplastias, enfermedades trofoblásticas gestacionales (GTD) (incluso neoplasias), tumores de células germinales, y otros tipos de cáncer (como el cáncer de pulmón)
En ocasiones por la elevada sensibilidad del test, se detecta la concepción en las primeras semanas de embarazo. Pero algunos embarazos terminan de forma natural en las cuatro primeras semanas, dando así lo que se precibe como un resultado falsamente positivo.

## Falsos negativos
Al igual que las pruebas de embarazo pueden dar resultados positivos falsos, también pueden dar falsos negativos. Las causas de este fenómeno son muy diversas; no obstante, hay algunas que destacan sobre el resto:
- En ocasiones, el problema está en realizar la prueba demasiado pronto. Los tests de embarazo detecta los niveles de la hormona hCG en orina, y en función éstos establecen un pronóstico. No obstante, existe un mínimo por debajo del cual, el dispositivo no es capaz de detectar la presencia de dicha hormona en la orina. Si la mujer realiza el test en los primeros días tras detectar la falta de menstruación, se puede obtener un resultado negativo, sin que esto implique la ausencia de embarazo. De ahí que se denomine falso negativo.[16]

- En otros casos, el fallo es debido a un mal uso del dispositivo derivado de la falta de conocimiento o práctica. Es por eso, que siempre se debe leer el prospecto detenidamente antes de iniciar el proceso y seguir las instrucciones al pie de la letra. En caso de duda siempre se puede consultar a un médico o a un farmacéutico.

- Aunque no es así para todos los tests, la efectividad de muchos de ellos está influenciada por el tipo de orina que se use para hacer la prueba. No es lo mismo realizar el test con la primera orina de la mañana que con la última del día. Esto se debe a que si la orina está demasiado diluida puede contener un nivel demasiado bajo de la hormona hCG, que no pueda ser detectado por el dispositivo. Como la orina que presenta mayor concentración de dicha hormona es la primera orina de la mañana, se recomienda usar ésta para hacer la prueba.

## Viabilidad del embarazo
Las pruebas de embarazo se pueden utilizar para determinar la viabilidad de un embarazo. Se puede hacer una serie de exámenes de sangre cuantitativos, habitualmente con una diferencia de 2 a 3 días. Bajo un nivel de hCG de 1 200 mIU/mL, el hCG suele duplicarse cada 48−72 horas, aunque un aumento de 50−60 por ciento todavía se considera normal. Entre 1 200 y 6 000 mIU/mL le toma de 72 a 96 horas al hCG para aumentar al doble, y arriba de 6 000 mIU/mL, el hCG muchas veces tarda más de 4 días en alcanzar el doble. Si no aumenta a esta velocidad, suele indicar un riesgo más alto de aborto espontáneo o de embarazo ectópico.
El ultrasonido también es una herramienta común para determinar la viabilidad. Un pulso cardíaco menor que el esparado o fallas en el desarrollo pueden indicar la presencia de algún problema en el embarazo. Sin embargo, el diagnóstico no debe basarse en un solo ultrasonido. Los cálculos imprecisos de la edad del feto y la falta de precisión inherente en el ultrasonido pueden ser causa de malinterpretaciones. Si los resultados del primer ultrasonido indican un problema, es una práctica razonable repetir el escaneo 7-10 días después.